# Cryptohydra
Cryptohydra is een geslacht van neteldieren uit de  familie van de Acaulidae.

## Soort
- Cryptohydra thieli Thomas, Edwards & Higgins, 1995